# Европейский союз и Кабо-Верде
Кабо-Верде — островное государство, входящее в Макаронезийскую группу островов Атлантического океана и являвшееся португальской колонией в колониальную эпоху с 1460 по 1975 год. Отношения ЕС и Кабо-Верде основаны на Специальном партнерстве ЕС/Кабо-Верде, согласованном в 2007 году, основанном на шести основных принципах:
- Благое управление
- Безопасность/стабильность
- Региональная интеграция
- Техническая и нормативная конвергенция
- Общество, основанное на знаниях
- Борьба с нищетой и развитие.

После этого в 2014 году был запущен План действий по обеспечению безопасности и стабильности, а также Партнерство в области мобильности.
Кабо-Верде является членом Экономического сообщества западноафриканских государств (ЭКОВАС), африканского регионального блока, который стремится к внутренней интеграции, аналогичной интеграции ЕС. Несмотря на то, что Кабо-Верде еще не участвует во всех мероприятиях ЭКОВАС, оно не может быть членом обеих организаций одновременно. Она также является членом Африканского союза, организации, стремящейся к единой валюте в Африке, единым силам обороны Африканского континента и главе государства Африканского союза.
В последнее время Кабо-Верде дистанцируется от своих региональных африканских партнеров и устанавливает более тесные связи с ЕС. В качестве шага, сигнализирующего о его подготовке к ослаблению связей с западноафриканским региональным блоком, правительство Кабо-Верде в сентябре 2006 года заявило о своих намерениях приостановить свободное передвижение товаров и торговлю ЭКОВАС. Премьер-министр Хосе Мария Ньевес объявил, что его страна начнет вводить ограничения на въезд граждан из всех государств — членов ЭКОВАС. Правительство Кабо-Верде вскоре представит ЭКОВАС предложения об «особом статусе» вместо полноправного членства. Это также попытка ограничить недавний рост нелегальной иммиграции других граждан Западной Африки, использующих Кабо-Верде и его близость к Канарским островам в качестве трамплина в Европу. Кабо-Верде также является участником Общей системы преференций с дополнительными стимулами для эффективного управления (ВСП+).
Кабо-Верде также является одним из бенефициаров программы регионального сотрудничества ЕС с португалоговорящими странами Африки (PALOP): Анголой, Гвинеей-Бисау, Кабо-Верде и Сан-Томе и Принсипи.

## Членство
В марте 2005 года бывший президент Португалии Мариу Соареш подал петицию, призывающую Европейский союз начать переговоры о членстве с Кабо-Верде, заявив, что страна может стать мостом между Африкой, Латинской Америкой и ЕС.
ВВП Кабо-Верде на душу населения ниже, чем у нынешних государств-членов и стран-кандидатов. Однако он выше, чем у некоторых из обозначенных ЕС «потенциальных стран-кандидатов» на Западных Балканах, например, Боснии и Герцеговины. Freedom House в 2021 году присвоил Кабо-Верде максимальный балл по всем аспектам политического плюрализма, участия населения в жизни страны и гражданских свобод. Большая часть импорта и экспорта Кабо-Верде поступает в Европейский союз и из него, и его экономика основана на услугах. Его валюта, эскудо, привязана к евро.
Хотя архипелаг Кабо-Верде географически является частью Африки, подобные ситуации случались и раньше. Кипр — островное государство, которое, несмотря на то, что географически находится в Азии, уже присоединилось как к Совету Европы, так и к ЕС. Кроме того, острова Кабо-Верде является частью того же архипелага, что и Канарские острова (часть Испании), острова Мадейра (часть Португалии) и Азорские острова (часть Португалии), известные как Макаронезия. В настоящее время нет политического признания ЕС Кабо-Верде в качестве европейского государства. Однако, в отличие от случая с Марокко, официального отказа также нет.
Дополняя усилия Кабо-Верде по вступлению в ЕС, Макаронезийская группа островов (Азорские острова, Мадейра и Канарские острова) оказывают поддержку своим региональным собратьям. Атлантическая группа островов настаивает на вступлении Кабо-Верде в ЕС с особым статусом.